# Anton Morosani
Anton "Toni" Morosani, född 20 juni 1907 i Davos i Graubünden, död där 8 juni 1993, var en schweizisk ishockeyspelare. Morosani blev olympisk bronsmedaljör i ishockey vid vinterspelen 1928 i Sankt Moritz.